# Elvis Brajković
Elvis Brajković (Fiume, 1969. június 12. –) horvát válogatott labdarúgó.
A horvát válogatott tagjaként részt vett az 1996-os Európa-bajnokságon.